# Gorzków (Bochnia)
Pour les articles homonymes, voir Gorzków.
Gorzków est une localité polonaise de la gmina et du powiat de Bochnia en voïvodie de Petite-Pologne.